# Нольозеро (озеро, Кемский район)
Нольозеро — озеро на территории Кривопорожского сельского поселения Кемского района Республики Карелия.

## Общие сведения
Площадь озера — 1,6 км². Располагается на высоте 104,7 метров над уровнем моря.
Форма озера лопастная, продолговатая; вытянуто с юга на север. Берега изрезанные, каменисто-песчаные, местами заболоченные.
Из северной оконечности озера вытекает ручей Берёзовый (в нижнем течении — Средний Ручей), впадающий в правый берег реки Летняя .
Населённые пункты и автодороги возле озера отсутствуют. Ближайший — посёлок Кривой Порог — расположен в 3 км к югу от озера.
Код объекта в государственном водном реестре — 02020000711102000003948.